# Centaurea poculatoris
Centaurea poculatoris — вид квіткових рослин родини айстрових (Asteraceae). Ендемік Західного Криту.
Це багаторічник від 5 до 10 сантиметрів заввишки. Стебло лежаче. Листя біле й пухнасто-повстяне, принаймні знизу, але з часом більш-менш лисіють. Прикореневі листки розташовані в розетці, цілісні або зубчасто-лопатеві або перисто-розрізані з яйцюватими або округлими частинами. Стеблові листки більш-менш нерозділені. Кошики стоять окремо на верхівці стебла. Квітки жовті з червонуватим кінчиком. Сім'янки мають розміри від 2,8 до 3 × 1,2 міліметра, волосся коротке й пухнасте. Період цвітіння з червня по липень. 2n = 18.